# Serafín Sánchez
Serafín Gualberto Sánchez Valdivia (2 de julho de 1846 - 18 de novembro de 1896) foi um patriota cubano, abolicionista e participante de todas as três guerras de independência cubanas. Além disso, participou do Plano Gómez-Maceo. Ele alcançou o posto de major-general. Ele participou de mais de 120 combates. Ele também foi agrimensor e professor. Era irmão do Coronel Sabás Raimundo Sánchez Valdivia e do Brigadeiro José Joaquín Sánchez Valdivia, e manteve uma sólida amizade com Máximo Gómez e José Martí, que o consideravam um irmão.

## Vida pregressa
Sánchez nasceu em 2 de julho de 1846, na cidade de Sancti Spiritus, na Capitania-Geral de Cuba. Ele foi um dos 22 filhos de Dom Joaquín Sánchez Marín e Dona Isabel María de Valdivia y Salas, que vieram de famílias coloniais Sancti Spiritus com posições econômicas abastadas.
Viveu a sua juventude entre a cidade rural de Arroyo Blanco, de onde veio sua família, e a cidade maior de Sancti Spiritus, onde nasceu. Concluiu os estudos primários em um colégio jesuíta em sua cidade natal. Conseguiu formar-se como agrimensor, mas sempre desejou ser professor, trabalho que exerceria no calor da guerra.

## Guerra dos Dez Anos
Serafín Sánchez levantou-se em armas em 6 de fevereiro de 1869, no norte da atual província de Sancti Spiritus, com apenas 45 homens. Quatro dias depois da primeira parte em combate em Mayajigua e depois outras como Chambas, Palo Seco, La Sacra, Naranjo e Cascorro.
Em meio à difícil vida na selva, exerceu sua profissão de professor, ensinando camponeses alfabetizados e escravos libertos.
Em 1º de outubro de 1877 foi promovido a coronel e em 18 de dezembro daquele ano travou sua última grande ação nesta guerra para o ataque espanhol a um comboio que se dirigia ao Forte Sancti Spiritus Taguasco. Em 28 de fevereiro de 1878 depôs as armas em Ojo de Agua, assumindo o Pacto do Zanjón.

## Guerra Chiquita

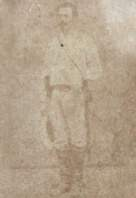
Serafín Sánchez durante a Guerra dos Dez Anos.

Permaneceu em Sancti Spíritus e esporadicamente em Havana. Em dezembro de 1878 começou a administrar junto ao alto comando espanhol uma saída decorosa do então Coronel Ramón Leocadio Bonachea, que ainda lutava na jurisdição de Sancti Spíritus sem qualquer possibilidade de sucesso.
Simultaneamente conspirou para preparar um novo levante em Las Villas, para o qual usou o pseudônimo de Magón. Em 8 de dezembro de 1878, o Major-General Calixto García, presidente do Comitê Revolucionário Cubano exilado na cidade de Nova Iorque, enviou-lhe o diploma de general-de-brigada e a nomeação de chefe do movimento revolucionário na jurisdição de Sancti Spíritus.
Foi signatário do manifesto proclamado por Ramón Leocadio Bonachea na Protesta del Jarao, em 15 de abril de 1879. Participou da Guerra Chiquita juntamente com outros líderes militares que se opuseram ao Pacto de Zanjón, obtendo o posto de major-general.
Todas as tentativas de revitalizar a guerra falharam; em 1º de agosto de 1880, embarcou na costa norte de Remedios com destino aos Estados Unidos.

## Exílio
Após alguns dias em Nova Iorque, decidiu estabelecer-se na República Dominicana, onde permaneceu por mais de onze anos. Lá colaborou com o Plano Gómez-Maceo de 1884 a 1886, o qual eventualmente não deu frutos. Mais tarde, estabeleceu-se em Key West. No exílio colaborou com José Martí, destacando-se como escritor, poeta e jornalista.
Sánchez participou posteriormente na organização do plano fracassado de Fernandina. Em seguida, organizou uma expedição junto com o General Carlos Roloff para retornar à sua terra natal. Sánchez desembarcou na costa cubana em 24 de julho de 1895 na região de Punta Caney, Sancti Spiritus.

## Guerra de Independência de Cuba

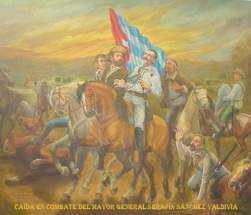
A morte de Serafín Sánchez.

Quando Carlos Roloff recebeu o cargo de Secretário da Guerra, tornou-se chefe do IV Corpo do Exército Revolucionário Cubano. No final de 1896 regressou à sua província natal, onde travou vários combates causando novas derrotas ao inimigo. Em 18 de novembro de 1896, na Batalha de Paso de las Damas, na província de Las Villas, combateu contra forças espanholas em grande número que ultrapassavam as mambisas.
Cumprido o objetivo da batalha, ele ordenou a retirada. Nesse momento, uma bala Mauser o atravessou do ombro direito ao esquerdo e ele caiu nos braços de José Inés Fernández. Alguns que vieram em seu auxílio ouviram suas últimas palavras: “Eles me mataram! Não importa, a marcha continua!”. Ele morreu às 17h15. Está sepultado no Cemitério Municipal de Sancti Spiritus ao lado de sua mãe Isabel Maria de Valdivia e de seus irmãos.

## Legado
É considerado ao lado de outras figuras como Gómez e Maceo, um dos principais líderes da Guerra de Independência Cubana. A sua ideologia avançada fez com que não só atacasse o domínio colonial espanhol, mas também criticasse o racismo e o divisionismo dentro do movimento de independência na esperança de criar uma Cuba mais justa. Alertou também sobre as intenções dos Estados Unidos e o seu envolvimento no conflito hispano-cubano. Destacou-se como homem de pensamento e ação, com elevada postura ideológica e visão política.
Atualmente, a praça da revolução na cidade de Sancti Spíritus leva seu nome e foi erguida uma estátua em sua homenagem. Seu livro Heroes Humildes y Poetas de la Guerra foi publicado postumamente em 1911.